# حاسی دحو
حاسی دحو (به عربی: حاسی دحو) یک شهرداری در الجزایر است که در استان سیدی بلعباس واقع شده‌است.